# 乃木坂って、どこ?
『乃木坂って、どこ?』（のぎざかって どこ、Where is Nogizaka?、略称：乃木どこ）は、2011年（平成23年）10月3日から2015年（平成27年）4月13日までテレビ愛知の企画・制作により、テレビ東京系列などで放送されていた乃木坂46の初冠バラエティ番組である。毎週月曜日 0:00 - 0:30（JST）に放送されていた。

## 概要
乃木坂46にとって初となる地上波レギュラー冠番組。乃木坂46メンバーが毎回さまざまな企画に挑戦し、「歌唱力」「ダンス力」「演技力」「懸命さ」「努力」などの観点からメンバーの実力やパーソナリティを浮き彫りにしていく。
2015年4月13日の放送をもって『乃木坂って、どこ?』は終了し、リニューアルされた後継番組『乃木坂工事中』が翌週20日から開始した。

## 出演者
レギュラー
- MC[2]
  - バナナマン（日村勇紀・設楽統） - バナナマンは、リニューアル後の『乃木坂工事中』と合わせ、乃木坂46との付き合いが長い間続いているため、ファンの間からは「乃木坂公式お兄ちゃん」の愛称で親しまれている[6]。
- 乃木坂46[2][7][8]
  - 1期生：秋元真夏、安藤美雲、生田絵梨花、生駒里奈（当時AKB48チームB兼任）、伊藤寧々、伊藤万理華、井上小百合、岩瀬佑美子、衛藤美彩、柏幸奈、川後陽菜、川村真洋、齋藤飛鳥、斎藤ちはる、斉藤優里、桜井玲香、白石麻衣、高山一実、永島聖羅、中田花奈、中元日芽香、西野七瀬、能條愛未、橋本奈々未、畠中清羅、樋口日奈、深川麻衣、星野みなみ、松村沙友理、宮澤成良、大和里菜、若月佑美、和田まあや
  - 2期生：伊藤かりん、伊藤純奈、北野日奈子、相楽伊織、佐々木琴子、新内眞衣、鈴木絢音、寺田蘭世、西川七海、堀未央奈、矢田里沙子、山崎怜奈、米徳京花、渡辺みり愛
  - 交換留学生：松井玲奈（当時SKE48チームE兼任）

不定期出演
- 代理MC
  - よゐこ（濱口優・有野晋哉）- バナナマンが仕事の都合で出られないときによゐこの2人が代理MCとして勤めていたが、実際に担当したのは1度のみ。
- 選抜メンバー発表進行
  - 白石小百合（当時テレビ東京アナウンサー） - 3rd、4th、6th[9]
  - 菊池優（当時テレビ愛知アナウンサー、現フリーアナウンサー） - 7th～9th[10]、選抜発表以外に#140「乃木坂46頭脳王決定戦」、#142「乃木坂46頭NO王決定戦」の進行も務めた。
  - 福田由香（当時テレビ愛知アナウンサー） - 10th[要出典]
  - 髙橋大輔（フリーアナウンサー） - 11th[11]

## 企画
| 順 | 歌唱メンバー                   | 曲                                            |
| -- | ------------------------------ | --------------------------------------------- |
| 1  | 桜井玲香・白石麻衣             | クリスマス・イブ（1983年、山下達郎）          |
| 2  | 井上小百合・西野七瀬           | あいにきて I・NEED・YOU!（1989年、GO-BANG'S） |
| 3  | 齋藤飛鳥・橋本奈々未・深川麻衣 | くちびるから媚薬（工藤静香）                  |
| 4  | 能條愛未・松村沙友理           | 今すぐKiss Me（LINDBERG）                     |
| 5  | 秋元真夏・高山一実・若月佑美   | 浪漫飛行（米米CLUB）                          |

| 順 | 歌唱メンバー                                         | 曲                                       |
| -- | ---------------------------------------------------- | ---------------------------------------- |
| 1  | 生田絵梨花・衛藤美彩                                 | 天使のウィンク（松田聖子）               |
| 2  | 白石麻衣・高山一実・橋本奈々未                       | 飾りじゃないのよ涙は（1984年、中森明菜） |
| 3  | 秋元真夏・生駒里奈・中元日芽香・星野みなみ・若月佑美 | タッチ（岩崎良美）                       |
| 4  | 桜井玲香・深川麻衣・松村沙友理                       | 恋におちて -Fall in love-（小林明子）    |
| 5  | 井上小百合・川村真洋・齋藤飛鳥・西野七瀬・能條愛未   | Romanticが止まらない（C-C-B）            |

| 順 | 歌唱メンバー                                 | 曲                                                      |
| -- | -------------------------------------------- | ------------------------------------------------------- |
| 1  | 秋元真夏・井上小百合・中元日芽香・星野みなみ | なんてったってアイドル（1985年、小泉今日子）            |
| 2  | 川村真洋・桜井玲香・若月佑美                 | フレンズ（1985年、レベッカ）                            |
| 3  | 衛藤美彩・白石麻衣                           | ダンシング・ヒーロー (Eat You Up)（1985年、荻野目洋子） |
| 4  | 生田絵梨花・齋藤飛鳥・深川麻衣               | CHA-CHA-CHA（石井明美）                                 |
| 5  | 高山一実・西野七瀬・能條愛未・松村沙友理     | DESIRE -情熱-（中森明菜）                               |

| 順 | 歌唱メンバー                                         | 曲                                       |
| -- | ---------------------------------------------------- | ---------------------------------------- |
| 1  | 井上小百合・川村真洋                                 | さくら（森山直太朗）                     |
| 2  | 秋元真夏・齋藤飛鳥・中元日芽香・星野みなみ           | 明日への扉（I WiSH）                     |
| 3  | 衛藤美彩・西野七瀬 ・能條愛未・若月佑美              | 地上の星（2000年、中島みゆき）           |
| 4  | 白石麻衣・高山一実・橋本奈々未・深川麻衣             | 大切なもの（2002年、ロードオブメジャー） |
| 5  | 生田絵梨花・生駒里奈・市來玲奈・西野七瀬・松村沙友理 | 世界に一つだけの花（SMAP）               |

| 順  | 歌唱メンバー                                                    | 曲                                           |
| --- | --------------------------------------------------------------- | -------------------------------------------- |
| 1   | 井上小百合・白石麻衣・橋本奈々未・深川麻衣・松村沙友理          | ちょこっとLOVE（1999年、プッチモニ）         |
| 2   | 秋元真夏・齋藤飛鳥・桜井玲香                                    | Love, Day After Tomorrow（1999年、倉木麻衣） |
| 3   | 衛藤美彩・若月佑美                                              | 桜坂（福山雅治）                             |
| 4 ※ | 生田絵梨花・川村真洋                                            | Everything（MISIA）                          |
| 5   | 生駒里奈・高山一実・中元日芽香・西野七瀬 ・能條愛未・星野みなみ | ハッピーサマーウェディング（モーニング娘。） |

## 放送時間
| 放送期間                      | 放送日時           | 放送局           | 対象地域       | 備考・系列                |
| ----------------------------- | ------------------ | ---------------- | -------------- | ------------------------- |
| 2011年10月3日 - 2015年4月13日 | 月曜日 0:00 - 0:30 | テレビ愛知       | 愛知県         | 制作局 テレビ東京系列     |
|                               |                    | テレビ北海道     | 北海道         | テレビ東京系列            |
|                               |                    | テレビ東京       | 関東広域圏     | 共同制作局 テレビ東京系列 |
|                               |                    | テレビ大阪       | 大阪府         | テレビ東京系列            |
|                               |                    | テレビせとうち   | 岡山県・香川県 | テレビ東京系列            |
|                               |                    | TVQ九州放送      | 福岡県         | テレビ東京系列            |
| 2012年5月19日 - 途中打ち切り  | 土曜日 1:25 - 1:55 | 広島ホームテレビ | 広島県         | テレビ朝日系列            |
| 2012年7月19日 -               | 木曜日 1:23 - 1:53 | 秋田放送         | 秋田県         | 日本テレビ系列            |
| 2012年10月4日 - 途中打ち切り  | 木曜日 1:10 - 1:40 | 福島テレビ       | 福島県         | フジテレビ系列            |
| 2012年10月7日 - 2015年5月17日 | 日曜日 2:15 - 2:45 | 信越放送         | 長野県         | TBS系列                   |
| 2012年10月21日 -              | 日曜日 2:10 - 2:40 | テレビ和歌山     | 和歌山県       | 独立局                    |
| 2012年11月5日 - 途中打ち切り  | 月曜日 0:50 - 1:20 | 大分放送         | 大分県         | TBS系列                   |
| 2013年5月10日 -               | 金曜日 1:30 - 2:00 | びわ湖放送       | 滋賀県         | 独立局                    |
| 2013年9月4日 -                | 水曜日 2:00 - 2:30 | テレビ熊本       | 熊本県         | フジテレビ系列            |

## 放送日程
- ※ - DVD化された放送回[20]。

2011年、2012年、2013年、2014年、2015年
| 回   | 放送日   | 内容                                                  | ゲスト                                | オープニングテーマ | エンディングテーマ | スタジオライブ | スタジオメンバー |
| ---- | -------- | ----------------------------------------------------- | ------------------------------------- | --- | --- | -------------- | --- |
| 1    | 10月3日  | 乃木坂46ついにデビュー 選抜メンバー15名の自己紹介     | アンガールズ                          | | |                | 生田絵梨花、生駒里奈、市來玲奈、桜井玲香、白石麻衣、高山一実、中田花奈 安藤美雲、岩瀬佑美子、齋藤飛鳥、深川麻衣、星野みなみ、宮澤成良、大和里菜、若月佑美 |
| 2    | 10月10日 | 乃木坂46七福神決定!! 7人のキャッチフレーズを考えよう! | アンガールズ                          | | |                | 生田絵梨花、生駒里奈、市來玲奈、桜井玲香、白石麻衣、高山一実、中田花奈 安藤美雲、岩瀬佑美子、齋藤飛鳥、深川麻衣、星野みなみ、宮澤成良、大和里菜、若月佑美 |
| 3    | 10月17日 | 選抜以外の18名をアイドルマスター有野が徹底分析!       | 有野晋哉（よゐこ）                    | | |                | 生田絵梨花、生駒里奈、市來玲奈、桜井玲香、白石麻衣、高山一実、中田花奈 安藤美雲、岩瀬佑美子、齋藤飛鳥、深川麻衣、星野みなみ、宮澤成良、大和里菜、若月佑美 |
| 4 ※  | 10月24日 | 新たなメンバー登場! 全メンバー抜き打ち体力測定!       | 細川茂樹                              | 生田絵梨花、生駒里奈、市來玲奈、桜井玲香、白石麻衣、高山一実、中田花奈 岩瀬佑美子、齋藤飛鳥、星野みなみ、若月佑美、井上小百合、衛藤美彩、永島聖羅、中元日芽香、松村沙友理                     | |                | |
| 5    | 10月31日 | アイドル適性テストに挑戦!                             | 我が家                                | 生田絵梨花、生駒里奈、市來玲奈、桜井玲香、白石麻衣、高山一実、中田花奈 井上小百合、衛藤美彩、永島聖羅、中元日芽香、松村沙友理、西野七瀬、橋本奈々未、畠中清羅、和田まあや                     | |                | |
| 6    | 11月7日  | 乃木坂46お見立て会に大潜入!                           | よゐこ                                | 全編VTR | |                | |
| 7    | 11月14日 | 初めてのグルメリポート!                               | 有吉弘行                              | 生駒里奈、市來玲奈、桜井玲香、白石麻衣、高山一実、中田花奈 井上小百合、永島聖羅、橋本奈々未、畠中清羅、松村沙友理、斉藤優里、能條愛未、川村真洋                                               | |                | |
| 8 ※  | 11月21日 | 初めての女優体験!                                     | 勝俣州和                              | 生駒里奈、市來玲奈、桜井玲香、白石麻衣、高山一実、中田花奈 井上小百合、衛藤美彩、橋本奈々未、畠中清羅、松村沙友理、柏幸奈、伊藤寧々、伊藤万理華                                               | |                | |
| 9    | 11月28日 | 私服おしゃれチェック ダンス初披露!                    | 小木博明（おぎやはぎ）                | 生田絵梨花、生駒里奈、市來玲奈、桜井玲香、白石麻衣、高山一実、中田花奈 橋本奈々未、松村沙友理、安藤美雲、伊藤万理華、井上小百合、川村真洋、齋藤飛鳥、斉藤優里、宮澤成良、斎藤ちはる、樋口日奈 | |                | |
| 10   | 12月5日  | 上京メンバー都内ロケ 一番田舎者は誰?                  | TKO                                   | 生田絵梨花、生駒里奈、市來玲奈、桜井玲香、白石麻衣、高山一実、中田花奈 橋本奈々未、松村沙友理、伊藤寧々、衛藤美彩、永島聖羅、畠中清羅、深川麻衣、大和里菜、若月佑美、川後陽菜                 | |                | |
| 11 ※ | 12月12日 | 初めてのリアクション!                                 | 上島竜兵・肥後克広（ ダチョウ倶楽部） | 生田絵梨花、生駒里奈、市來玲奈、桜井玲香、白石麻衣、高山一実、中田花奈 井上小百合、橋本奈々未、畠中清羅、松村沙友理、柏幸奈、永島聖羅、能條愛未、星野みなみ、若月佑美                         | |                | |
| 12 ※ | 12月19日 | 料理の腕前チェック! 乃木坂に重大発表                  | アンジャッシュ                        | 生田絵梨花、生駒里奈、市來玲奈、桜井玲香、白石麻衣、高山一実、中田花奈 井上小百合、橋本奈々未、畠中清羅、松村沙友理、安藤美雲、岩瀬佑美子、衛藤美彩、齋藤飛鳥、大和里菜                       | |                | |
| 13   | 12月26日 | クリスマスゲーム大会 暴露合戦が勃発!                  | 狩野英孝                              | Xmasソングメドレー | 生田絵梨花、生駒里奈、市來玲奈、桜井玲香、白石麻衣、高山一実、中田花奈 伊藤寧々、伊藤万理華、井上小百合、岩瀬佑美子、柏幸奈、川村真洋、齋藤飛鳥、斎藤ちはる、斉藤優里、永島聖羅、西野七瀬、橋本奈々未、樋口日奈、深川麻衣、星野みなみ、松村沙友理、宮澤成良、大和里菜 |                | |

| 回   | 放送日   | 内容                                               | ゲスト                     | オープニングテーマ                    | エンディングテーマ                                                   | スタジオライブ                                       | スタジオメンバー                           |
| ---- | -------- | -------------------------------------------------- | -------------------------- | ------------------------------------- | -------------------------------------------------------------------- | ---------------------------------------------------- | ------------------------------------------ |
| 14   | 1月9日   | デビューシングル選抜メンバー16名発表!              |                            |                                       |                                                                      |                                                      | 1stシングル選抜メンバー                    |
| 15   | 1月16日  | 新選抜メンバーを個人面談!                          | バカリズム                 | 会いたかったかもしれない              |                                                                      |                                                      | 1stシングル選抜メンバー                    |
| 16   | 1月23日  | 有名芸能人との接し方チェック                       | コージー冨田 原口あきまさ  | ぐるぐるカーテン                      |                                                                      |                                                      | 1stシングル選抜メンバー                    |
| 17   | 1月30日  | テレビ初出し! メンバーガチ特技披露!!               | イジリー岡田               |                                       |                                                                      |                                                      | 1stシングル選抜メンバー                    |
| 18   | 2月6日   | 乃木坂イチ○○なメンバーは誰だ                       | 島田秀平                   | 乃木坂の詩                            |                                                                      |                                                      | 1stシングル選抜メンバー                    |
| 19   | 2月13日  | ハプニング続出! 過酷過ぎるPRツアー                 |                            | 乃木坂の詩                            | 全編VTR                                                              |                                                      |                                            |
| 20   | 2月20日  | 全国8都市弾丸PRツアー! 涙の後半戦                  |                            | 乃木坂の詩                            | 全編VTR                                                              | ぐるぐるカーテン（#16の再放送）                      |                                            |
| 21   | 2月27日  | 深層心理丸裸の心理テスト!                          | 土田晃之 富田隆            | 乃木坂の詩                            | ぐるぐるカーテン（公開収録） 乃木坂の詩（公開収録）                  | 全メンバー（安藤美雲・生田絵梨花は欠席。）           |                                            |
| 22   | 3月5日   | 乃木坂46がお笑いの王道である大喜利に初挑戦!!       | 濱口優（よゐこ）           | 乃木坂の詩                            | 会いたかったかもしれない（公開収録） ぐるぐるカーテン（#21の再放送） | 全メンバー（安藤美雲・生田絵梨花は欠席。）           |                                            |
| 23   | 3月12日  | 乃木坂46結成から現在までを振り返る乃木坂ヒストリー |                            | 乃木坂の詩                            | 左胸の勇気                                                           |                                                      | 全メンバー（伊藤寧々・伊藤万理華は欠席。） |
| 24   | 3月19日  | セカンドシングルの選抜メンバーを発表               |                            | 乃木坂の詩                            | 左胸の勇気                                                           |                                                      | 全メンバー（伊藤寧々・伊藤万理華は欠席。） |
| 25   | 3月26日  | メンバーによるタレこみ企画                         | 大久保佳代子（オアシズ）   | 乃木坂の詩                            | 左胸の勇気                                                           | 2ndシングル選抜メンバー                              |                                            |
| 26 ※ | 4月2日   | 初めての本格コントに挑戦!                          | ドランクドラゴン           | 乃木坂の詩                            | 左胸の勇気                                                           | 2ndシングル選抜メンバー                              | 偶然を言い訳にして                         |
| 27 ※ | 4月9日   | 乃木坂46が女子アナに挑戦                           | 大橋未歩                   | 乃木坂の詩                            | 左胸の勇気                                                           | 2ndシングル選抜メンバー                              | おいでシャンプー                           |
| 28 ※ | 4月16日  | 乃木坂46がはじめてのドッキリに挑戦!                | 児嶋一哉（アンジャッシュ） | 偶然を言い訳にして                    | 左胸の勇気                                                           | 2ndシングル選抜メンバー                              |                                            |
| 29   | 4月23日  | モデル力をチェック!                                | LIZA                       | 偶然を言い訳にして                    | 左胸の勇気                                                           | 2ndシングル選抜メンバー                              | おいでシャンプー（#27の再放送）            |
| 30   | 4月30日  | セカンドシングルPR指原の地元で熱唱                 |                            | 偶然を言い訳にして                    | 左胸の勇気                                                           | 全編VTR                                              | おいでシャンプー（#27の再放送）            |
| 31   | 5月7日   | 使えるエピソードトークを身に付けよう!              | 渡部建（アンジャッシュ）   | 偶然を言い訳にして                    | 左胸の勇気                                                           |                                                      | 2ndシングル選抜メンバー                    |
| 32   | 5月14日  | 乃木坂46エピソードトークチェック!                  | 渡部建（アンジャッシュ）   | 偶然を言い訳にして                    | 左胸の勇気                                                           |                                                      | 2ndシングル選抜メンバー                    |
| 33 ※ | 5月21日  | メンバーは日村の機嫌を直すことが出来るのか?        | 指原莉乃(AKB48)            | 偶然を言い訳にして                    | 狼に口笛を                                                           |                                                      | 2ndシングル選抜メンバー                    |
| 34   | 5月28日  | メンバーの知られざる一面を大検証!                  | 北陽                       | 偶然を言い訳にして                    | 狼に口笛を                                                           |                                                      | 2ndシングル選抜メンバー                    |
| 35 ※ | 6月4日   | 若月・岩瀬の生誕祭/抜き打ちファッションチェック    |                            | 偶然を言い訳にして                    | 狼に口笛を                                                           | 2ndシングル選抜メンバー 若月佑美                     |                                            |
| 36   | 6月11日  | バラエティ番組の定番ゲームに挑戦!                  | 天野ひろゆき（キャイ〜ン） | 偶然を言い訳にして                    | 狼に口笛を                                                           | 2ndシングル選抜メンバー                              |                                            |
| 37   | 6月18日  | サードシングルの選抜メンバー発表!                  |                            | 偶然を言い訳にして                    | 狼に口笛を                                                           | 全メンバー                                           |                                            |
| 38 ※ | 6月25日  | 「激辛占い」&「生駒の服を買おう」の豪華2本立て!    | 魚ちゃん                   | 偶然を言い訳にして                    | 狼に口笛を                                                           | 狼に口笛を                                           | 3rdシングル選抜メンバー                    |
| 39   | 7月2日   | 日村が苦手な3人が手料理でおもてなし!!              |                            | 走れ!Bicycle                          | 狼に口笛を                                                           | ハウス                                               | 3rdシングル選抜メンバー                    |
| 40   | 7月9日   | 夏を先取り! 乃木坂怪談                             | 島田秀平                   | 走れ!Bicycle                          | 狼に口笛を                                                           | 走れ!Bicycle                                         | 3rdシングル選抜メンバー 川村真洋           |
| 41 ※ | 7月16日  | 日村の自腹ショッピングパート2!                     |                            | 走れ!Bicycle                          | 狼に口笛を                                                           |                                                      | 3rdシングル選抜メンバー                    |
| 42 ※ | 7月23日  | 3rdシングル発売に向け、初の合宿を実施!             | TKO                        | 走れ!Bicycle                          | 狼に口笛を                                                           |                                                      | 3rdシングル選抜メンバー                    |
| 43 ※ | 7月30日  | キャンプ合宿第2章! 絶品&悶絶料理!                  | TKO                        | 走れ!Bicycle                          | 狼に口笛を                                                           |                                                      | 3rdシングル選抜メンバー                    |
| 44 ※ | 8月6日   | 初めてのキャンプ合宿・最終章                       | TKO                        | 走れ!Bicycle                          | 狼に口笛を                                                           |                                                      | 3rdシングル選抜メンバー                    |
| 45   | 8月13日  | あぜ道を走る! 自転車新曲キャンペーン               |                            | 走れ!Bicycle                          | 狼に口笛を                                                           | 全編VTR                                              |                                            |
| 46   | 8月20日  | 1000メディア出演を目指し全国行脚!                  |                            | 走れ!Bicycle                          | 人はなぜ走るのか?                                                    | 全編VTR                                              |                                            |
| 47 ※ | 8月27日  | （秘) エピソード満載! 8月の大生誕祭SP              |                            | 走れ!Bicycle                          | 人はなぜ走るのか?                                                    | 3rdシングル選抜メンバー 齋藤飛鳥、柏幸奈             |                                            |
| 48   | 9月3日   | 珍プレー珍解答続出! 乃木坂大運動会!                | ドランクドラゴン           | 走れ!Bicycle                          | 人はなぜ走るのか?                                                    | 全編VTR                                              |                                            |
| 49   | 9月10日  | 秋の大運動会パート2 白熱競技で涙涙涙               | ドランクドラゴン           | 走れ!Bicycle                          | 人はなぜ走るのか?                                                    | 全編VTR                                              |                                            |
| 50   | 9月17日  | 秋の大運動会最終章!                                | ドランクドラゴン           | 走れ!Bicycle                          | 人はなぜ走るのか?                                                    | 全編VTR                                              |                                            |
| 51   | 9月24日  | 初めてのミュージカル涙の舞台裏大公開               |                            | 走れ!Bicycle（アダルトメンバー ver.） | 人はなぜ走るのか?                                                    | 走れ!Bicycle（アダルトメンバー ver.）                | 全メンバー（柏幸奈は欠席。）               |
| 52   | 10月1日  | 1年前の最終オーディション秘蔵映像!                 |                            | 走れ!Bicycle                          | 人はなぜ走るのか?                                                    | 人はなぜ走るのか?                                    | 全メンバー（柏幸奈は欠席。）               |
| 53   | 10月8日  | 4thシングルの選抜メンバー発表!                     |                            | 走れ!Bicycle                          | 人はなぜ走るのか?                                                    |                                                      | 全メンバー                                 |
| 54   | 10月15日 | 秋元真夏を徹底解剖&団結力UPゲーム                  |                            | 涙がまだ悲しみだった頃                | 人はなぜ走るのか?                                                    | 涙がまだ悲しみだった頃                               | 4thシングル選抜メンバー                    |
| 55   | 10月22日 | 新メンバー秋元真夏に初の試練! 真剣15番勝負!!       |                            | 走れ!Bicycle                          | 人はなぜ走るのか?                                                    |                                                      | 4thシングル選抜メンバー                    |
| 56   | 10月29日 | 乃木坂46ハロウィンパーティー! 10月生誕祭           |                            | 走れ!Bicycle                          | 人はなぜ走るのか?                                                    | 4thシングル選抜メンバー 宮澤成良                     |                                            |
| 57   | 11月5日  | 東京の観光名所を巡る! 謎解きツアー!                |                            | 走れ!Bicycle                          | 人はなぜ走るのか?                                                    | 全編VTR                                              |                                            |
| 58   | 11月12日 | 秋の遠足! 東京謎解きツアー後半戦!!                 |                            | 走れ!Bicycle                          | 人はなぜ走るのか?                                                    | 全編VTR                                              | 制服のマネキン                             |
| 59 ※ | 11月19日 | 乃木坂写真展!                                      |                            | 春のメロディー                        | 人はなぜ走るのか?                                                    | 春のメロディー                                       | 4thシングル選抜メンバー                    |
| 60   | 11月26日 | 笑顔、そして涙の岩瀬佑美子卒業式                   |                            | 走れ!Bicycle                          | 人はなぜ走るのか?                                                    |                                                      | 4thシングル選抜メンバー 岩瀬佑美子         |
| 61   | 12月3日  | 12月生まれメンバーの生誕祭!                        |                            | 指望遠鏡                              | 人はなぜ走るのか?                                                    | 4thシングル選抜メンバー 伊藤寧々、畠中清羅、大和里菜 |                                            |
| 62   | 12月10日 | 乃木坂4thシングルキャンペーン! 第一弾              |                            | 制服のマネキン                        | 人はなぜ走るのか?                                                    | 4thシングル選抜メンバー                              |                                            |
| 63   | 12月17日 | 4thシングル「制服のマネキン」ヒット祈願・後半戦    |                            | 制服のマネキン                        | 人はなぜ走るのか?                                                    | 4thシングル選抜メンバー                              |                                            |
| 64   | 12月24日 | 乃木坂46サンタが子供達のもとへサプライズ訪問!      |                            | 制服のマネキン                        | 指望遠鏡                                                             | 4thシングル選抜メンバー                              | 年代別ヒットソングメドレーを参照           |

| 回    | 放送日   | 内容                                                                                             | ゲスト                         | オープニングテーマ | エンディングテーマ | スタジオライブ | スタジオメンバー                                                         |
| ----- | -------- | ------------------------------------------------------------------------------------------------ | ------------------------------ | ------------------ | ------------------ | --- | ------------------------------------------------------------------------ |
| 65    | 1月7日   | 5thシングル サプライズ選抜発表!                                                                  |                                | 指望遠鏡           | 制服のマネキン     | | 5thシングル選抜メンバー                                                  |
| 66 ※  | 1月14日  | 仕事からプライベートまで乃木坂46メンバーの2013年を占う!                                          | 濱口善幸                       | 指望遠鏡           | 制服のマネキン     | 年代別ヒットソングメドレーを参照                                                                                      | 5thシングル選抜メンバー                                                  |
| 67 ※  | 1月21日  | 今年成人式を迎える白石、松村、橋本、衛藤の4人がオトナの世界に繰り出し、あらゆるスポットを初体験! | TIM                            | 指望遠鏡           | 制服のマネキン     | | 5thシングル選抜メンバー、衛藤美彩                                        |
| 68    | 1月28日  | 1月生まれメンバーの生誕祭!                                                                       |                                | 指望遠鏡           | 制服のマネキン     | 年代別ヒットソングメドレーを参照                                                                                      | 5thシングル選抜メンバー、市來玲奈、衛藤美彩、樋口日奈                    |
| 69 ※  | 2月4日   | 焼肉争奪バトル!                                                                                  |                                | 指望遠鏡           | 制服のマネキン     | 年代別ヒットソングメドレーを参照                                                                                      | 5thシングル選抜メンバー                                                  |
| 70    | 2月11日  | 乃木坂46メンバーがお届けする聖バレンタイン!                                                      |                                | 指望遠鏡           | 制服のマネキン     | | 5thシングル選抜メンバー                                                  |
| 71 ※  | 2月18日  | 2月生まれメンバーの生誕祭!                                                                       |                                | 指望遠鏡           | 君の名は希望       | 5thシングル選抜メンバー、伊藤万理華、斎藤ちはる                                                                       |                                                                          |
| 72    | 2月25日  | 「2期生対策講座」を実施!                                                                         | キンタロー。                   | 指望遠鏡           | 13日の金曜日       | 5thシングル選抜メンバー                                                                                               |                                                                          |
| 73 ※  | 3月4日   | 再び課された5thシングルヒット祈願!                                                               |                                | 指望遠鏡           | 君の名は希望       | 5thシングル選抜メンバー                                                                                               |                                                                          |
| 74 ※  | 3月11日  | 5thシングルキャンペーン!                                                                         | 濱口優（よゐこ）               | 指望遠鏡           | 君の名は希望       | 5thシングル選抜メンバー（生田絵梨花は欠席。）                                                                         |                                                                          |
| 75    | 3月18日  | 乃木坂46メンバーが高校の卒業式に極秘潜入!!                                                       |                                | 指望遠鏡           | 君の名は希望       | 5thシングル選抜メンバー（生田絵梨花は欠席。）                                                                         |                                                                          |
| 76    | 3月25日  | 深川、川後の生誕祭&自撮り選手権の2本立て!                                                        |                                | 指望遠鏡           | 君の名は希望       | 5thシングル選抜メンバー（若月佑美は欠席。）、川後陽菜                                                                 |                                                                          |
| 77    | 4月1日   | 乃木坂46のウソを大暴露!                                                                          |                                | 指望遠鏡           | 君の名は希望       | 5thシングル選抜メンバー（若月佑美は欠席。）                                                                           |                                                                          |
| 78    | 4月8日   | 乃木坂46が書道ガールズに!?                                                                       |                                | シャキイズム       | でこぴん           | 全編VTR |                                                                          |
| 79 ※  | 4月15日  | 乃木坂46メンバーがキャラクタープロデュース!?                                                     |                                | シャキイズム       | 君の名は希望       | 年代別ヒットソングメドレーを参照                                                                                      | 5thシングル選抜メンバー                                                  |
| 80    | 4月22日  | 6th選抜発表!!                                                                                    |                                | シャキイズム       | 君の名は希望       | | 6thシングル選抜メンバー（斉藤優里は欠席。）                              |
| 81 ※  | 4月29日  | 乃木坂春のコレクション! & 生誕祭の2本立て!                                                       |                                | シャキイズム       | 君の名は希望       | ロマンティックいか焼き                                                                                                | 6thシングル選抜メンバー（生田絵梨花は欠席。）、中元日芽香、和田まあや    |
| 82    | 5月6日   | 「コンプレックスクイズ」開幕!                                                                    |                                | シャキイズム       | 君の名は希望       | シャキイズム | 6thシングル選抜メンバー（生田絵梨花は欠席。）                            |
| 83    | 5月13日  | 乃木坂46スター講座開講!                                                                          |                                | シャキイズム       | 君の名は希望       | | 6thシングル選抜メンバー（生田絵梨花は欠席。）                            |
| 84 ※  | 5月20日  | 乃木坂46の二期生が番組初登場!                                                                    |                                | シャキイズム       | 君の名は希望       | 2期生 |                                                                          |
| 85 ※  | 5月27日  | 乃木坂メンバーのブログを徹底チェック!                                                            | 有野晋哉（よゐこ）             | シャキイズム       | 君の名は希望       | 6thシングル選抜メンバー、永島聖羅                                                                                     |                                                                          |
| 86 ※  | 6月3日   | お互いを知って仲良くなろう! 二期生意識調査                                                       |                                | シャキイズム       | 君の名は希望       | 6thシングル選抜メンバー、2期生                                                                                        |                                                                          |
| 87 ※  | 6月10日  | ジューン・ブライド特別企画、乃木坂46「花嫁検定」                                                 | 井垣利英、田中謙次、島田ゆかり | シャキイズム       | ガールズルール     | ガールズルール | 6thシングル選抜メンバー                                                  |
| 88    | 6月17日  | 乃木坂46! アイドル抜き打ちチェック                                                               |                                | シャキイズム       | ガールズルール     | | 6thシングル選抜メンバー（生田絵梨花、伊藤万理華、星野みなみは欠席。）    |
| 89 ※  | 6月24日  | 子供たちの悩みに答えよう乃木坂こども相談室!                                                      |                                | シャキイズム       | ガールズルール     | | 6thシングル選抜メンバー（生田絵梨花、伊藤万理華、星野みなみは欠席。）    |
| 90 ※  | 7月1日   | 恒例のシングルキャンペーン!                                                                      |                                | ガールズルール     | ガールズルール     | 6thシングル選抜メンバー                                                                                               |                                                                          |
| 91 ※  | 7月8日   | 6thシングルキャンペーン!                                                                         | 坪倉由幸・谷田部俊（我が家）   | ガールズルール     | ガールズルール     | 6thシングル選抜メンバー                                                                                               | 世界で一番孤独なLover                                                    |
| 92    | 7月15日  | 乃木坂メンバーがスタジオに全員集合!                                                              | 野呂佳代                       | ガールズルール     | ガールズルール     | 扇風機 | 1期生                                                                    |
| 93    | 7月22日  | 「大所帯アイドルあるある」延長戦!                                                                | 野呂佳代                       | ガールズルール     | ガールズルール     | | 1期生                                                                    |
| 94    | 7月29日  | 乃木坂46の素を大暴露!!                                                                           |                                | ガールズルール     | ガールズルール     | 6thシングル選抜メンバー                                                                                               |                                                                          |
| 95    | 8月5日   | 「乃木どこ」真夏の恒例イベント、怖〜い話大会!                                                    |                                | ガールズルール     | ガールズルール     | 6thシングル選抜メンバー                                                                                               |                                                                          |
| 96 ※  | 8月12日  | 恐怖の肝試しへ!!                                                                                 | 狩野英孝                       | ガールズルール     | ガールズルール     | 6thシングル選抜メンバー                                                                                               |                                                                          |
| 97 ※  | 8月19日  | プレッシャー自己紹介!                                                                            | 出川哲朗                       | ガールズルール     | ガールズルール     | 6thシングル選抜メンバー                                                                                               |                                                                          |
| 98    | 8月26日  | 「地元愛を出していこう」                                                                         |                                | ガールズルール     | ガールズルール     | 6thシングル選抜メンバー、伊藤寧々、衛藤美彩、川後陽菜、川村真洋、永島聖羅、中元日芽香、畠中清羅、大和里菜、和田まあや |                                                                          |
| 99 ※  | 9月2日   | 「地元愛を出して行こう」延長戦!                                                                  |                                | ガールズルール     | ガールズルール     | 6thシングル選抜メンバー、伊藤寧々、衛藤美彩、川後陽菜、川村真洋、永島聖羅、中元日芽香、畠中清羅、大和里菜、和田まあや |                                                                          |
| 100 ※ | 9月9日   | 乃木坂番長王決定戦!                                                                              |                                | ガールズルール     | ガールズルール     | 6thシングル選抜メンバー、衛藤美彩、川後陽菜、中元日芽香、能條愛未、畠中清羅、和田まあや                               |                                                                          |
| 101 ※ | 9月16日  | 家族に緊急アンケート!                                                                            |                                | ガールズルール     | ガールズルール     | 1期生 |                                                                          |
| 102 ※ | 9月23日  | 家族に緊急アンケート! 延長戦!                                                                    |                                | ガールズルール     | ガールズルール     | 1期生 |                                                                          |
| 103 ※ | 9月30日  | 芸術の秋! あの映画をオススメしよう!                                                              | 島田秀平                       | ガールズルール     | ガールズルール     | 6thシングル選抜メンバー                                                                                               |                                                                          |
| 104   | 10月7日  | いよいよ7thシングル選抜メンバー発表!                                                             |                                | ガールズルール     | ガールズルール     | 1期生 |                                                                          |
| 105 ※ | 10月14日 | 新センターになった堀未央奈を大研究!                                                              | スカイラブハリケーン           | ガールズルール     | ガールズルール     | 7thシングル選抜メンバー（深川麻衣は欠席。）                                                                           |                                                                          |
| 106   | 10月21日 | 7th選抜メンバーの団結力を高めよう!                                                               |                                | ガールズルール     | ガールズルール     | 7thシングル選抜メンバー                                                                                               |                                                                          |
| 107   | 10月28日 | 乃木坂46 ハロウィンパーティー!                                                                   |                                | ガールズルール     | ガールズルール     | 7thシングル選抜メンバー（生田絵梨花・若月佑美は欠席。）                                                               |                                                                          |
| 108 ※ | 11月4日  | 乃木坂46生態調査!                                                                                |                                | ガールズルール     | ガールズルール     | 7thシングル選抜メンバー                                                                                               |                                                                          |
| 109   | 11月11日 | 在庫一掃! 乃木坂アンケート祭り!!                                                                 |                                | ガールズルール     | ガールズルール     | 7thシングル選抜メンバー、7thシングルアンダーメンバー（柏幸奈は欠席。）                                                |                                                                          |
| 110 ※ | 11月18日 | 恒例 シングルキャンペーン!                                                                       |                                | バレッタ           | バレッタ           | バレッタ | 7thシングル選抜メンバー                                                  |
| 111   | 11月25日 | 選抜メンバー全員による滝行ヒット祈願、さらに過酷な後編!                                          |                                | バレッタ           | バレッタ           | | 7thシングル選抜メンバー                                                  |
| 112 ※ | 12月2日  | 秋元真夏プレゼンツ「乃木坂運動オンチ決定戦」!                                                    |                                | バレッタ           | バレッタ           | 月の大きさ | 7thシングル選抜メンバー                                                  |
| 113   | 12月9日  | 乃木坂46大反省会!                                                                                |                                | バレッタ           | バレッタ           | 初恋の人を今でも | 7thシングル選抜メンバー、7thシングルアンダーメンバー（市來玲奈は欠席。） |
| 114 ※ | 12月16日 | 乃木坂46大食い女王決定戦!                                                                        |                                | バレッタ           | バレッタ           | | 7thシングル選抜メンバー、川村真洋、畠中清羅、星野みなみ                  |
| 115 ※ | 12月23日 | 妄想クリスマスを開催!                                                                            |                                |                    | バレッタ           | 7thシングル選抜メンバー（生田絵梨花は欠席。）                                                                         |                                                                          |

| 回    | 放送日   | 内容                                                         | ゲスト          | オープニングテーマ                 | エンディングテーマ  | スタジオライブ | スタジオメンバー                                                                                               |
| ----- | -------- | ------------------------------------------------------------ | --------------- | ---------------------------------- | ------------------- | --- | --- |
| 116   | 1月6日   | 新春! 乃木坂かくし芸大会!                                    |                 |                                    | バレッタ            | | 7thシングル選抜メンバー、7thシングルアンダーメンバー                                                           |
| 117 ※ | 1月13日  | かくし芸大会の後半戦!                                        |                 |                                    | バレッタ            | | 7thシングル選抜メンバー、7thシングルアンダーメンバー                                                           |
| 118   | 1月20日  | 乃木坂46メンバーの初夢を大発表。                             | 亜門虹彦        | バレッタ                           |                     | 7thシングル選抜メンバー | |
| 119   | 1月27日  | 待望の8thシングル選抜メンバー発表!                           |                 | バレッタ                           |                     | 全メンバー（市來玲奈は欠席。） | |
| 120 ※ | 2月3日   | 8th選抜メンバーがフォーメーションの列ごとに分かれ、女子会!   |                 | バレッタ                           | バレッタ            | 8thシングル選抜メンバー | |
| 121   | 2月10日  | メンバー同士でバレンタイン会を実施!                          |                 | バレッタ                           | バレッタ            | 8thシングル選抜メンバー | |
| 122 ※ | 2月17日  | まだまだ続くバレンタインパーティー後半戦!                    |                 | バレッタ                           | バレッタ            | 8thシングル選抜メンバー | |
| 123 ※ | 2月24日  | 8thシングルキャンペーンは、またまたメンバーによるヒット祈願! |                 | バレッタ                           | バレッタ            | 8thシングル選抜メンバー | |
| 124 ※ | 3月3日   | 次週、番組初の海外ロケinマカオ!                              |                 | バレッタ                           | バレッタ            | 全編VTR | |
| 125   | 3月10日  | まだまだ続く!「乃木坂って、どこ?」INマカオ                   |                 | 気づいたら片想い                   | 気づいたら片想い    | 全編VTR | |
| 126 ※ | 3月17日  | 8thシングルキャンペーン! 完結編!                             |                 | 気づいたら片想い                   | 気づいたら片想い    | 全編VTR | 気づいたら片想い                                                                                               |
| 127 ※ | 3月24日  | 日村賞、総決算!                                              |                 | 気づいたら片想い                   | 気づいたら片想い    | 生まれたままで | 8thシングル選抜メンバー、畠中清羅                                                                              |
| 128 ※ | 3月31日  | 新センター・西野七瀬を掘り下げる!                            |                 | 気づいたら片想い                   |                     | ロマンスのスタート | 8thシングル選抜メンバー                                                                                        |
| 129 ※ | 4月7日   | 乃木坂エイプリルフール選手権!                                |                 | 気づいたら片想い                   | 気づいたら片想い    | | 8thシングル選抜メンバー、川後陽菜、能條愛未、畠中清羅、星野みなみ                                              |
| 130 ※ | 4月14日  | 乃木坂法廷が開廷!                                            |                 |                                    | 気づいたら片想い    | 8thシングル選抜メンバー（秋元真夏・橋本奈々未は欠席。）井上小百合、衛藤美彩、川後陽菜、斎藤ちはる、中田花奈、能條愛未、畠中清羅、星野みなみ  | |
| 131   | 4月21日  | 乃木坂法廷、早くも第2回目が開廷。                            |                 |                                    | 気づいたら片想い    | 8thシングル選抜メンバー（秋元真夏・橋本奈々未は欠席。）井上小百合、衛藤美彩、川後陽菜、斎藤ちはる、中田花奈、能條愛未、畠中清羅、星野みなみ  | |
| 132 ※ | 4月28日  | 乃木坂46が寝起きドッキリ!!                                   | イジリー岡田    | 気づいたら片想い                   | 気づいたら片想い    | 8thシングル選抜メンバー（橋本奈々未・樋口日奈は欠席。）                                                                                      | |
| 133   | 5月12日  | 9thシングル選抜メンバー大発表!                               |                 |                                    | 気づいたら片想い    | 全メンバー（生田絵梨花・井上小百合は欠席。）                                                                                                 | |
| 134   | 5月19日  | 松井玲奈とがっつり話そう!                                    |                 | 気づいたら片想い                   | 気づいたら片想い    | 9thシングル選抜メンバー（松井玲奈は欠席。）                                                                                                  | |
| 135 ※ | 5月26日  | 乃木坂46「涙の女王」を決定!                                  |                 | 気づいたら片想い                   | 君の名は希望        | 9thシングル選抜メンバー（松井玲奈は欠席。）、伊藤寧々、川後陽菜、中田花奈                                                                    | |
| 136 ※ | 6月02日  | 生駒里奈、総選挙への道!                                      |                 |                                    | 気づいたら片想い    | 9thシングル選抜メンバー（松井玲奈は欠席。）                                                                                                  | |
| 137   | 6月9日   | ウチの娘をお願いします! ゴリ推し推薦文コンテスト 前半戦      |                 | 気づいたら片想い                   | 気づいたら片想い    | 9thシングル選抜メンバー（松井玲奈は欠席。）、9thシングルアンダーメンバー                                                                     | |
| 138   | 6月16日  | ウチの娘をお願いします! ゴリ推し推薦文コンテスト 後半戦      |                 | 気づいたら片想い                   | 気づいたら片想い    | 9thシングル選抜メンバー（松井玲奈は欠席。）、9thシングルアンダーメンバー                                                                     | |
| 139 ※ | 6月23日  | 乃木坂先生の爆笑授業、いざ開講〜!                            |                 | 夏のFree&Easy                      | 夏のFree&Easy       | 夏のFree&Easy | 9thシングル選抜メンバー                                                                                        |
| 140   | 6月30日  | 乃木坂頭脳王!                                                |                 | 夏のFree&Easy                      | 夏のFree&Easy       | ここにいる理由 | 9thシングル選抜メンバー（市來玲奈・斉藤優里・樋口日奈は欠席。）、9thシングルアンダーメンバー                   |
| 141 ※ | 7月7日   | 9thシングルヒット祈願キャンペーン!                           | 木本武宏（TKO） | 夏のFree&Easy                      |                     | | 9thシングル選抜メンバー                                                                                        |
| 142 ※ | 7月14日  | 1番のおバカ=『頭NO王』が決定!!                               |                 |                                    | 夏のFree&Easy       | 9thシングル選抜メンバー（市來玲奈・斉藤優里・樋口日奈は欠席。）、9thシングルアンダーメンバー                                                 | |
| 143   | 7月21日  | 1ヵ月間で目標達成を目指します!                               |                 | 夏のFree&Easy                      | 夏のFree&Easy       | 9thシングル選抜メンバー | |
| 144   | 7月28日  | 私の尊敬する人グランプリ!                                    |                 |                                    |                     | 9thシングル選抜メンバー、伊藤万理華、齋藤飛鳥、畠中清羅、和田まあや                                                                          | |
| 145   | 8月4日   | 10thシングル選抜メンバー大発表!                              |                 |                                    |                     | 全メンバー | |
| 146 ※ | 8月11日  | 乃木坂46パリ珍道中!                                          |                 | 夏のFree&Easy                      | 夏のFree&Easy       | 9thシングル選抜メンバー（松井玲奈は欠席。）                                                                                                  | |
| 147   | 8月18日  | 妄想ナツコイグランプリ!                                      |                 | 夏のFree&Easy                      | 夏のFree&Easy       | 9thシングル選抜メンバー（生駒里奈・斉藤優里・白石麻衣・橋本奈々未・松井玲奈は欠席。）、9thシングルアンダーメンバー                           | |
| 148   | 8月25日  | まだまだ続く! 私の夏恋グランプリ!!                           |                 |                                    | 夏のFree&Easy       | 9thシングル選抜メンバー（生駒里奈・斉藤優里・白石麻衣・橋本奈々未・松井玲奈は欠席。）、9thシングルアンダーメンバー                           | |
| 149 ※ | 9月1日   | 今年の夏の集大成! 夏休みの課題大発表会!                      |                 | 夏のFree&Easy                      | 夏のFree&Easy       | 10thシングル選抜メンバー（松井玲奈は欠席。）                                                                                                 | |
| 150   | 9月8日   | まだまだ続く、夏休みの課題大発表会!                          |                 | 夏のFree&Easy                      | 夏のFree&Easy       | 10thシングル選抜メンバー（松井玲奈は欠席。）                                                                                                 | |
| 151   | 9月15日  | 1ヵ月あればコレが出来ます! 夏休みの課題大発表会延長戦!       |                 |                                    | 夏のFree&Easy       | 10thシングル選抜メンバー（松井玲奈は欠席。）                                                                                                 | |
| 152 ※ | 9月22日  | 乃木坂「画」王決定戦!                                        |                 | 何度目の青空か?                    | 何度目の青空か?     | 10thシングル選抜メンバー（橋本奈々未・松井玲奈は欠席。）、伊藤万理華                                                                         | |
| 153 ※ | 9月29日  | 10thシングルヒット祈願キャンペーン!                          |                 |                                    | 何度目の青空か?     | 10thシングル選抜メンバー（橋本奈々未・松井玲奈は欠席。）                                                                                     | |
| 154 ※ | 10月6日  | 10thシングルヒット祈願キャンペーン! 後篇                     |                 |                                    | 何度目の青空か?     | 10thシングル選抜メンバー（生駒里奈・松井玲奈は欠席。）                                                                                       | |
| 155 ※ | 10月13日 | 何度も青空撮ってこい対決!                                    |                 | OVERTURE (BOOM BOOM SATELLITESver) | 何度目の青空か?     | あの日僕は咄嗟に嘘をついた | 10thシングル選抜メンバー（橋本奈々未・松井玲奈は欠席。）                                                       |
| 156 ※ | 10月20日 | 乃木坂POP女王選手権!!                                        |                 |                                    | 何度目の青空か?     | 何度目の青空か? | 10thシングル選抜メンバー（生駒里奈・松井玲奈は欠席。）、齋藤飛鳥、能條愛未、和田まあや、伊藤かりん、北野日奈子 |
| 157   | 10月27日 | 毎年恒例のハロウィン企画!                                    |                 | 何度目の青空か?                    | 何度目の青空か?     | | 10thシングル選抜メンバー（生駒里奈・白石麻衣・松井玲奈は欠席。）                                               |
| 158 ※ | 11月3日  | 知ってて当然! テレビ芸能常識クイズ!                          |                 |                                    | 何度目の青空か?     | | 10thシングル選抜メンバー（生駒里奈・白石麻衣・松井玲奈は欠席。）                                               |
| 159   | 11月10日 | 乃木坂46がついにクイズ王と対決!!                             | 古川洋平        | 何度目の青空か?                    | 転がった鐘を鳴らせ! | 10thシングル選抜メンバー（衛藤美彩・桜井玲香・松井玲奈・若月佑美は欠席。）、伊藤万理華、川後陽菜、中田花奈、和田まあや、伊藤かりん、山崎怜奈 | |
| 160   | 11月17日 | クイズ王決定戦後半戦!                                        | 古川洋平        | 何度目の青空か?                    | 転がった鐘を鳴らせ! | 10thシングル選抜メンバー（衛藤美彩・桜井玲香・松井玲奈・若月佑美は欠席。）、伊藤万理華、川後陽菜、中田花奈、和田まあや、伊藤かりん、山崎怜奈 | |
| 161   | 11月24日 | 乃木坂観察眼王グランプリ!                                    |                 | 何度目の青空か?                    | 何度目の青空か?     | 10thシングル選抜メンバー、10thシングルアンダーメンバー                                                                                       | |
| 162 ※ | 12月1日  | 実はあの人○○なんです! 乃木坂観察眼王グランプリ後半戦!        |                 |                                    | 何度目の青空か?     | 10thシングル選抜メンバー、10thシングルアンダーメンバー                                                                                       | |
| 163   | 12月8日  | メンバーの休日に密着!!                                       |                 |                                    | 何度目の青空か?     | 10thシングル選抜メンバー | |
| 164   | 12月15日 | メンバーの休日に密着、後半戦! / 松井玲奈 夏休みの忘れ物      | 桂やまと        |                                    | 何度目の青空か?     | 10thシングル選抜メンバー | |
| 165   | 12月22日 | 今年もやります! クリスマスの妄想恋愛!                        |                 |                                    | 何度目の青空か?     | 10thシングル選抜メンバー（橋本奈々未・松井玲奈・松村沙友理は欠席。）、伊藤万理華、能條愛未                                                   | |

| 回  | 放送日  | 内容                                                      | ゲスト     | オープニングテーマ | エンディングテーマ | スタジオライブ                                                               | スタジオメンバー |
| --- | ------- | --------------------------------------------------------- | ---------- | ------------------ | ------------------ | ---------------------------------------------------------------------------- | --- |
| 166 | 1月5日  | デビューからを振り返る!                                   |            |                    |                    |                                                                              | 10thシングル選抜メンバー（橋本奈々未・深川麻衣・松井玲奈は欠席。）、井上小百合、川後陽菜、齋藤飛鳥、中田花奈、中元日芽香、和田まあや |
| 167 | 1月12日 | 乃木坂46オモテ年表ウラ年表! 後編                          |            |                    |                    |                                                                              | 10thシングル選抜メンバー（橋本奈々未・深川麻衣・松井玲奈は欠席。）、井上小百合、川後陽菜、齋藤飛鳥、中田花奈、中元日芽香、和田まあや |
| 168 | 1月19日 | 11枚目シングル選抜発表!                                   |            |                    |                    | 全メンバー                                                                   | |
| 169 | 1月26日 | 2015年で成人になる乃木坂46メンバー達が大人体験!           |            | 何度目の青空か?    |                    | 10thシングル選抜メンバー、中田花奈、永島聖羅、能條愛未                       | |
| 170 | 2月2日  | 乃木坂スキー企画!                                         | バイきんぐ |                    |                    | 11thシングル選抜メンバー（松井玲奈・若月佑美は欠席。）、能條愛未、和田まあや | |
| 171 | 2月9日  | 乃木坂スキー合宿 完結編!                                  | バイきんぐ |                    | 何度目の青空か?    | 11thシングル選抜メンバー（松井玲奈・若月佑美は欠席。）、能條愛未、和田まあや | |
| 172 | 2月16日 | バレンタイン企画を今年も開催!                             |            |                    | 何度目の青空か?    | 11thシングル選抜メンバー（生駒里奈・松井玲奈・若月佑美は欠席。）             | |
| 173 | 2月23日 | 乃木坂バレンタイン2015後半戦!                             |            |                    | 何度目の青空か?    | 11thシングル選抜メンバー（生駒里奈・松井玲奈・若月佑美は欠席。）             | |
| 174 | 3月2日  | なんであれはカットになったのか!?                          |            |                    | 命は美しい         | 11thシングル選抜メンバー（松井玲奈は欠席。）、井上小百合、斉藤優里、中田花奈 | |
| 175 | 3月9日  | なんであれはカットになったのか!? 後半戦                   |            |                    | 命は美しい         | 11thシングル選抜メンバー（松井玲奈は欠席。）、井上小百合、斉藤優里、中田花奈 | |
| 176 | 3月16日 | 11thシングルヒット祈願キャンペーン!                       |            |                    | 命は美しい         | 11thシングル選抜メンバー（松井玲奈は欠席。）                                 | |
| 177 | 3月23日 | 乃木坂の休日第2弾!                                        |            |                    |                    | 命は美しい                                                                   | 11thシングル選抜メンバー（松井玲奈は欠席。）、斎藤ちはる、中元日芽香、                                                               |
| 178 | 3月30日 | 「仲良し同士のプライベートに密着! 乃木坂46の休日」後半戦! |            |                    |                    | 君は僕と会わない方がよかったのかな                                           | 11thシングル選抜メンバー（松井玲奈は欠席。）、斎藤ちはる、中元日芽香、                                                               |
| 179 | 4月6日  | さよなら「乃木坂って、どこ?」                             |            |                    |                    |                                                                              | 11thシングル選抜メンバー（松井玲奈は欠席。）、斎藤ちはる、中元日芽香、                                                               |
| 180 | 4月13日 | 能條・川後による乃木どこセレクト                          |            |                    |                    | 全編VTR                                                                      | |

## スタッフ
- 企画：秋元康[24]
- スーパーバイザー：窪田康志[24]
- 制作協力：K-max[159]
- 制作著作：「乃木坂って、どこ?」製作委員会[159]
- ナレーター：佐藤賢治、大江戸よし々[要出典][注 16]

## 関連グッズ
| ＃ | リリース日     | タイトル                  | レーベル | 規格品番 | 収録内容                    | 新録コメント           | 野次馬コメント                   |
| -- | -------------- | ------------------------- | -------- | -------- | --------------------------- | ---------------------- | -------------------------------- |
| 1  | 2015年3月25日  | 白石麻衣の『推しどこ?』   | N46Div.  | SRBW-20  | #67、#69、#110、#130、#162  | 白石麻衣、深川麻衣     | 井上小百合、衛藤美彩、川後陽菜   |
| 2  | 2015年3月25日  | 秋元真夏の『推しどこ?』   | N46Div.  | SRBW-21  | #73、#74、#112、#130、#132  | 秋元真夏、桜井玲香     | 齋藤飛鳥、中田花奈、永島聖羅     |
| 3  | 2015年3月25日  | 生田絵梨花の『推しどこ?』 | N46Div.  | SRBW-22  | #12、#26、#28、#124、#154   | 生田絵梨花、松村沙友理 | 秋元真夏、斎藤ちはる、能條愛未   |
| 4  | 2015年3月25日  | 生駒里奈の『推しどこ?』   | N46Div.  | SRBW-23  | #11、#38、#43、#86、#136    | 生駒里奈、桜井玲香     | 川村真洋、中元日芽香、永島聖羅   |
| 5  | 2015年3月25日  | 高山一実の『推しどこ?』   | N46Div.  | SRBW-24  | #8、#27、#44、#96、#115     | 高山一実、能條愛未     | 伊藤かりん、川後陽菜、中田花奈   |
| 6  | 2015年3月25日  | 西野七瀬の『推しどこ?』   | N46Div.  | SRBW-25  | #79、#100、#120、#126、#128 | 西野七瀬、秋元真夏     | 北野日奈子、斉藤優里、中元日芽香 |
| 7  | 2015年3月25日  | 星野みなみの『推しどこ?』 | N46Div.  | SRBW-26  | #71、#85、#129、#139、#153  | 星野みなみ、堀未央奈   | 橋本奈々未、深川麻衣、松村沙友理 |
| 8  | 2015年9月30日  | 桜井玲香の『推しどこ?』   | N46Div.  | SRBW-33  | #41、#87、#90、#91、#155    | 桜井玲香、高山一実     | 井上小百合、川後陽菜、中元日芽香 |
| 9  | 2015年9月30日  | 橋本奈々未の『推しどこ?』 | N46Div.  | SRBW-34  | #66、#89、#97、#102、#142   | 橋本奈々未、生田絵梨花 | 斎藤ちはる、斉藤優里、中田花奈   |
| 10 | 2015年9月30日  | 堀未央奈の『推しどこ?』   | N46Div.  | SRBW-35  | #84、#108、#135、#149、#158 | 堀未央奈、伊藤かりん   | 伊藤純奈、新内眞衣、寺田蘭世     |
| 11 | 2015年9月30日  | 若月佑美の『推しどこ?』   | N46Div.  | SRBW-36  | #4、#35、#103、#127、#152   | 若月佑美、秋元真夏     | 衛藤美彩、北野日奈子、能條愛未   |
| 12 | 2016年12月21日 | 松村沙友理の『推しどこ?』 | N46Div.  | SRBW-37  | #33、#47、#59、#114、#123   | 松村沙友理、生田絵梨花 | 秋元真夏、井上小百合、伊藤万理華 |
| 13 | 2016年12月21日 | 深川麻衣の『推しどこ?』   | N46Div.  | SRBW-38  | #42、#81、#122、#141、#156  | 深川麻衣、高山一実     | 伊藤かりん、堀未央奈、川後陽菜   |
| 14 | 2016年12月21日 | 衛藤美彩の『推しどこ?』   | N46Div.  | SRBW-39  | #99、#101、#105、#117、#146 | 衛藤美彩、深川麻衣     | 生駒里奈、斉藤優里、中元日芽香   |